# Dekanat Łochów
Dekanat Łochów – jeden z 11 dekanatów w rzymskokatolickiej diecezji drohiczyńskiej.

## Parafie
W skład dekanatu wchodzi 9 parafii:
- parafia św. Andrzeja Boboli – Budziska
- parafia św. Stanisława Kostki – Jerzyska
- parafia Niepokalanego Poczęcia Najświętszej Maryi Panny – Kamionna
- parafia Matki Bożej Częstochowskiej – Kąty
- parafia Niepokalanego Serca Najświętszej Maryi Panny – Łochów
- parafia Chrystusa Króla – Ogrodniki
- parafia Najświętszej Maryi Panny Królowej Polski – Ostrówek
- parafia Trójcy Przenajświętszej i św. Anny – Prostyń
- parafia św. Jana Chrzciciela – Sadowne

## Sąsiednie dekanaty
Czyżew (diec. łomżyńska), Jadów (diec. warszawsko-praska), Ostrów Mazowiecka – Chrystusa Dobrego Pasterza (diec. łomżyńska), Ostrów Mazowiecka – Wniebowzięcia NMP (diec. łomżyńska), Stanisławów (diec. warszawsko-praska), Sterdyń, Węgrów, Wyszków (diec. łomżyńska)